# Leskea integra
Leskea integra är en bladmossart som beskrevs av Palisot de Beauvois 1818. Leskea integra ingår i släktet Leskea och familjen Leskeaceae. Inga underarter finns listade i Catalogue of Life.